# Zona metropolitana de San Juan del Río
La zona metropolitana de San Juan del Río (ZMSJR) es una región urbana propusta por el gobierno del estado de Querétaro el 26 de enero de 2016. Consta de la conglomeración urbana de las ciudades de San Juan del Río y Tequisquiapan. La población asciende a 370,005 habitantes de acuerdo al censo de población y vivienda 2020 del Instituto Nacional de Estadística y Geografía. La zona metropolitana no ha recibido reconocimiento oficial del gobierno federal.
Es la segunda Zona Metropolitana más importante del estado, después de la Zona Metropolitana de Querétaro, la octava más grande del bajío mexicano y ocupa el lugar 44 a nivel nacional de las Zonas Metropolitanas de México.

## Población
De acuerdo al censo de población y vivienda 2020 del Instituto Nacional de Estadística y Geografía, la Zona Metropolitana de San Juan del Río alberga 370,005 habitantes distribuidos de la siguiente manera:
| Municipio        | Población |
| ---------------- | --------- |
| San Juan del Río | 297,804   |
| Tequisquiapan    | 72,201    |

## Economía
Al crearse esta Zona Metropolitana, automáticamente se convierte en una zona de suma importancia,  ya que ambos municipios se complementan entre sí tanto en el sector turístico, industrial y comercial.
San Juan del Río
Tiene varias grandes empresas de nivel nacional y que exportan a varios países. Principales ramas: papel y derivados, metal-mecánica, farmacéutica, envasado.
Sus principales industrias son la de la construcción, la maquila de ropa, el cultivo de la uva y sus derivados y la artesanal.
Algunas de las empresas más grandes:  Kimberly Clark, Coca-Cola, Plásticos Técnicos Mexicanos, Mitsubishi Electric de México, La Madrileña, CPI Ingredientes, Cartones Ponderosa, Electrónica Clarion, LG Electronics de México, Boing, ABC Group INC, Kerry  S.A,  etc.
Tequisquiapan
Es uno de los principales puntos turísticos del estado, al ser considerado Pueblo Mágico, esta ciudad es rica en atractivos turísticos por sus diversos parques acuáticos, también destacan los siguientes puntos turísticos:
- Jardín del arte: jardín situado a una cuadra de la plaza principal donde se exponen pinturas.

- Museo de miniaturas: donde encontraran costumbres y tradiciones Mexicanas todo hecho a mano.

- Museo De La Constitución: Un pequeño espacio museográfico en la antigua recepción del hotel El Relox en el que se incluyen algunos cuadros y mobiliario de la época constituyente pertenecientes a Don Venustiano Carranza.

- Parque Recreativo La Pila: este parque se encuentra en el que fuera un antiguo molino, en donde todavía se conserva la pila que almacenaba el agua para su funcionamiento y que data de 1567, de ahí su nombre. El parque tiene áreas verdes, pista de patinaje, cancha de tenis, juegos recreativos y estacionamiento.

- Centro Cultural Tequisquiapan: Inaugurado en 1991, en este sitio se presentan exposiciones temporales, conferencias y videos culturales. También se imparten clases de piano, guitarra, creación literaria, pintura, danza, ballet y serigrafía, entre otros.

- Minas De Ópalo: Ubicadas en la comunidad de la Trinidad.

- Museo Del Queso Y El Vino: Ubicado en la parte posterior a la iglesia de Santa María de la Asunción, cuenta con un pequeño recorrido explicado acerca de la elaboración de queso y vino en el municipio, además de con tienda para adquirir dichos productos.

- Vuelo en Globo Aerostático: Disfrute por las mañanas de un paseo en globo y contemple el amanecer que solo Tequisquiapan le puede ofrecer.